# Johnny Eager
 Johnny Eager és una pel·lícula estatunidenca de Mervyn LeRoy, estrenada el 1942.

## Argument
Johnny Eager és un gàngster que, una vegada sortit de la presó, sembla portar una vida honrada. S'ha fet taxista i sembla haver trencat amb totes les seves antigues relacions de la màfia. No és més que una aparença, ja que dissimulat darrere d'aquest paper, ha reconstituït ràpidament un imperi criminal i espera autoritzacions per obrir un canòdrom. S'enamora de Lisbeth Bard, una de les estudiants del seu controlador judicial, Mr. Verne. Però el pare de Lisbeth és John Benson Farell, l'incorruptible procurador, no li agrada Johnny i vol protegir la seva filla.

## Repartiment
- Robert Taylor: Johnny Eager
- Lana Turner: Lisbeth Bard
- Van Heflin: Jeff Hartnett
- Edward Arnold: John Benson Farrell
- Robert Sterling: Jimmy Courtney
- Patricia Dane: Garnet
- Glenda Farrell: Mae Blythe
- Barry Nelson: Lew Rankin
- Henry O'Neill: Mr Verne
- Paul Stewart: Julio
- Diana Lewis: Judy Sanford
- Connie Gilchrist: Peg Fowler
- Charles Dingle: A. Frazier Marco

## Premis
- 1943. Oscar al millor actor secundari per Van Heflin